# Jenny from the Block
"Jenny from the Block" é uma canção da cantora americana Jennifer Lopez, do seu álbum This Is Me… Then de 2002, lançado como single em parceria com os rappers Styles P e Jadakiss no dia 2002

## Videoclipe
O videoclipe foi dirigido por Francis Lawrence e foi filmado em várias cidades ao longo de um mês no período de  29 April - 3 May 2002. O clipe mostra a invasão dos paparazzi na vida pessoal de Jennifer e no relacionamento dela com o ator Ben Affleck, no clipe Jennifer é constantemente e fotografada pelos paparazzi. Existem duas versões oficiais do videoclipe, uma com a música padrão com a participação dos rappers Styles P e Jadakiss, e uma outra versão intitulada "Jenny from the Block (No Rap Version)".

## Faixas e formatos
Reino Unido CD 1
(Lançado: 19 de Novembro de 2002)
1. "Jenny from the Block" (Bronx Remix (No Rap) Edit) – 2:59
2. "Alive" (Thunderpuss Radio Mix) – 4:18
3. "Play" (Thunderpuss Club Mix) – 8:19

UK CD 2
(Lançado: 19 de Novembro de 2002)
1. "Jenny from the Block" (Track Masters Remix) – 3:09
2. "Jenny from the Block" (Bronx Instrumental) – 3:08
3. "Love Don't Cost a Thing" (HQ2 Club Vocal Mix) – 10:54

Australian CD single
(Lançado: 26 de Novembro de 2002)
1. "Jenny from the Block" (Track Masters Remix) – 3:09
2. "Jenny from the Block" (Rap a Cappella) – 2:59
3. "Jenny from the Block" (Bronx Remix (No Rap) Edit) – 2:50
4. "Alive" (Thunderpuss Club Mix) – 8:56

## Prêmios e indicações
| Ano  | Prêmiação                       | Categoria             | Resultado |
| ---- | ------------------------------- | --------------------- | --------- |
| 2003 | MTV Video Music Awards Japan    | Melhor Vídeo Feminino | Indicado  |
| 2003 | Nickelodeon Kids' Choice Awards | Canção Favorita       | Indicado  |
| 2004 | BMI Awards                      | Canção Vencedora      | Venceu    |